# Oreocharis (Plantae)
Oreocharis (hrv. briđsija i opitandra, po sinonimima Briggsia i Opithandra), biljni rod iz porodice gesnerijevki (Gesneriaceae) smješten u potporodicu Didymocarpinae. Postoji preko 150 vrsta u Kini, Hainanu, Vijetnamu i Tajlandu

## Povijest
Do 2011. Oreocharis se smatrao srednje velikim i prilično nejasnim rodom od oko 28 vrsta rasprostranjenih u središnjoj i južnoj Kini, sjevernom Vijetnamu i Tajlandu. Staništa za ovu vrstu uglavnom su bile sjenovite, vlažne stijene uz potoke, u dolinama ili u šumama na padinama ili liticama, a neke su vrste rasle na suhim, zasjenjenim stijenama.
Bilo je poznato da postoji niz drugih sličnih i možda srodnih vrsta koje rastu na istom zemljopisnom području, ali pripadaju različitim rodovima. Godine 2011. Michael Möller i njegovi kolege objavili su svoje opsežno istraživanje temeljeno na DNK koje je rezultiralo konsolidacijom osam drugih rodova u Oreocharis, zajedno s odabranim vrstama iz još dva. "Novi" Oreocharis uključuje vrste izvorno iz tog roda, plus sve vrste u Bournea, Dayaoshania, Deinocheilos, Isometrum, Opithandra, Paraisometrum, Thamnocharis i Tremacron, zajedno s nekim vrstama iz Briggsia i Ancylostemon. Naknadne publikacije prenijele su dodatne vrste iz oba posljednja dva roda.

## Vrste
1. Oreocharis acaulis (Merr.) Mich.Möller & A.Weber
2. Oreocharis acutiloba (K.Y.Pan) Mich.Möller & W.H.Chen
3. Oreocharis agnesiae (Forrest ex W.W.Sm.) Mich.Möller & W.H.Chen
4. Oreocharis aimodisca Lei Cai, Z.L.Dao & F.Wen
5. Oreocharis amabilis Dunn
6. Oreocharis argentifolia Lei Cai & Z.L.Dao
7. Oreocharis argyreia Chun ex K.Y.Pan
8. Oreocharis argyrophylla W.H.Chen, H.Q.Nguyen & Y.M.Shui
9. Oreocharis aurantiaca Franch.
10. Oreocharis aurea Dunn
11. Oreocharis auricula (S.Moore) C.B.Clarke
12. Oreocharis baolianis (Q.W.Lin) Li H.Yang & M.Kang
13. Oreocharis begoniifolia (H.W.Li) Mich.Möller & A.Weber
14. Oreocharis benthamii C.B.Clarke
15. Oreocharis billburttii Mich.Möller & W.H.Chen
16. Oreocharis blepharophylla W.H.Chen, H.Q.Nguyen & Y.M.Shui
17. Oreocharis bodinieri H.Lév.
18. Oreocharis brachypodus J.M.Li & Zhi M.Li
19. Oreocharis bullata (W.T.Wang & K.Y.Pan) Mich.Möller & A.Weber
20. Oreocharis burtii (W.T.Wang) Mich.Möller & A.Weber
21. Oreocharis caobangensis T.V.Do, Y.G.Wei & F.Wen
22. Oreocharis cavaleriei H.Lév.
23. Oreocharis chenzhouensis X.L.Yu, R.H.Tu & A.Liu
24. Oreocharis chienii (Chun) Mich.Möller & A.Weber
25. Oreocharis cinerea (W.T.Wang) Mich.Möller & A.Weber
26. Oreocharis cinnamomea J.Anthony
27. Oreocharis concava (Craib) Mich.Möller & A.Weber
28. Oreocharis convexa (Craib) Mich.Möller & A.Weber
29. Oreocharis cordatula (Craib) Pellegr.
30. Oreocharis cotinifolia (W.T.Wang) Mich.Möller & A.Weber
31. Oreocharis craibii Mich.Möller & A.Weber
32. Oreocharis crenata (K.Y.Pan) Mich.Möller & A.Weber
33. Oreocharis crispata W.H.Chen & Y.M.Shui
34. Oreocharis curvituba J.J.Wei & W.B.Xu
35. Oreocharis dalzielii (W.W.Sm.) Mich.Möller & A.Weber
36. Oreocharis dasyantha Chun
37. Oreocharis dayaoshanioides Yan Liu & W.B.Xu
38. Oreocharis delavayi Franch.
39. Oreocharis dentata A.L.Weitzman & L.E.Skog
40. Oreocharis dimorphosepala (W.H.Chen & Y.M.Shui) Mich.Möller
41. Oreocharis dinghushanensis (W.T.Wang) Mich.Möller & A.Weber
42. Oreocharis duyunensis Z.Y.Li, X.G.Xiang & Z.Y.Guo
43. Oreocharis elegantissima (H.Lév. & Vaniot) Mich.Möller & W.H.Chen
44. Oreocharis eriocarpa W.H.Chen & Y.M.Shui
45. Oreocharis esquirolii H.Lév.
46. Oreocharis eximia (Chun ex K.Y.Pan) Mich.Möller & A.Weber
47. Oreocharis fargesii (Franch.) Mich.Möller & A.Weber
48. Oreocharis farreri (Craib) Mich.Möller & A.Weber
49. Oreocharis flabellata (C.Y.Wu ex H.W.Li) Mich.Möller & A.Weber
50. Oreocharis flavida Merr.
51. Oreocharis flavovirens Xin Hong
52. Oreocharis forrestii (Diels) Skan
53. Oreocharis fulva W.H.Chen & Y.M.Shui
54. Oreocharis gamosepala (K.Y.Pan) Mich.Möller & A.Weber
55. Oreocharis georgei J.Anthony
56. Oreocharis giraldii (Diels) Mich.Möller & A.Weber
57. Oreocharis glandulosa (Batalin) Mich.Möller & A.Weber
58. Oreocharis grandiflora W.H.Chen, Q.H.Nguyen & Y.M.Shui
59. Oreocharis guangwushanensis Z.L.Li & Xin Hong
60. Oreocharis guileana (B.L.Burtt) Li H.Yang & F.Wen
61. Oreocharis hainanensis S.J.Ling & M.X.Ren
62. Oreocharis hapii K.S.Nguyen, Aver. & C.W.Lin
63. Oreocharis hekouensis (Y.M.Shui & W.H.Chen) Mich.Möller & A.Weber
64. Oreocharis henryana Oliv.
65. Oreocharis heterandra D.Fang & D.H.Qin
66. Oreocharis hirsuta Barnett
67. Oreocharis hongheensis (W.H.Chen & Y.M.Shui) Mich.Möller
68. Oreocharis humilis (W.T.Wang) Mich.Möller & A.Weber
69. Oreocharis jasminina S.J.Ling, F.Wen & M.X.Ren
70. Oreocharis jiangxiensis (W.T.Wang) Mich.Möller & A.Weber
71. Oreocharis jinpingensis W.H.Chen & Y.M.Shui
72. Oreocharis lacerata W.H.Chen & Y.M.Shui
73. Oreocharis lancifolia (Franch.) Mich.Möller & A.Weber
74. Oreocharis latisepala (Chun ex K.Y.Pan) Mich.Möller & W.H.Chen
75. Oreocharis leiophylla W.T.Wang
76. Oreocharis leucantha (Diels) Mich.Möller & A.Weber
77. Oreocharis longifolia (Craib) Mich.Möller & A.Weber
78. Oreocharis longipedicellata Lei Cai & F.Wen
79. Oreocharis longituba W.H.Chen, Q.H.Nguyen & Y.M.Shui
80. Oreocharis lungshengensis (W.T.Wang) Mich.Möller & A.Weber
81. Oreocharis magnidens Chun ex K.Y.Pan
82. Oreocharis mairei H.Lév.
83. Oreocharis maximowiczii C.B.Clarke
84. Oreocharis mileensis (W.T.Wang) Mich.Möller & A.Weber
85. Oreocharis minor (Craib) Pellegr.
86. Oreocharis muscicola (Diels) Mich.Möller & A.Weber
87. Oreocharis nanchuanica (K.Y.Pan & Z.Y.Liu) Mich.Möller & A.Weber
88. Oreocharis nemoralis Chun
89. Oreocharis ninglangensis W.H.Chen & Y.M.Shui
90. Oreocharis notochlaena (H.Lév. & Vaniot) H.Lév.
91. Oreocharis obliqua C.Y.Wu ex H.W.Li
92. Oreocharis obliquifolia (K.Y.Pan) Mich.Möller & A.Weber
93. Oreocharis obtusidentata (W.T.Wang) Mich.Möller & A.Weber
94. Oreocharis odontopetala Q.Fu & Y.Q.Wang
95. Oreocharis ovata L.H.Yang, L.X.Zhou & M.Kang
96. Oreocharis ovatilobata Q.Fu & Y.Q.Wang
97. Oreocharis pankaiyuae Mich.Möller & A.Weber
98. Oreocharis panzhouensis Lei Cai, Y.Guo & F.Wen
99. Oreocharis parva Mich.Möller & W.H.Chen
100. Oreocharis parviflora Lei Cai & Z.K.Wu
101. Oreocharis parvifolia (K.Y.Pan) Mich.Möller & W.H.Chen
102. Oreocharis phuongii T.V.Do
103. Oreocharis pilosopetiolata Li H.Yang & M.Kang
104. Oreocharis pinfaensis (H.Lév.) Mich.Möller & W.H.Chen
105. Oreocharis pinnatilobata (K.Y.Pan) Mich.Möller & A.Weber
106. Oreocharis polyneura Y.H.Tan, F.Wen & Y.X.Gong
107. Oreocharis primuliflora (Batalin) Mich.Möller & A.Weber
108. Oreocharis primuloides Benth. & Hook.f.
109. Oreocharis pumila (W.T.Wang) Mich.Möller & A.Weber
110. Oreocharis purpurata B.Pan, M.Q.Han & Yan Liu
111. Oreocharis qianyuensis Lei Cai, J.W.Yang & Q.Zhang
112. Oreocharis repenticaulis X.K.Huang, P.Yang & Yan Liu
113. Oreocharis reticuliflora Li H.Yang & X.Z.Shi
114. Oreocharis rhombifolia (K.Y.Pan) Mich.Möller & A.Weber
115. Oreocharis rhytidophylla C.Y.Wu ex H.W.Li
116. Oreocharis ronganensis (K.Y.Pan) Mich.Möller & A.Weber
117. Oreocharis rosthornii (Diels) Mich.Möller & A.Weber
118. Oreocharis rotundifolia K.Y.Pan
119. Oreocharis rubra (Hand.-Mazz.) Mich.Möller & A.Weber
120. Oreocharis rubrostriata F.Wen & L.E Yang
121. Oreocharis rufescens D.J.Middleton
122. Oreocharis saxatilis (Hemsl.) Mich.Möller & A.Weber
123. Oreocharis shweliensis Mich.Möller & W.H.Chen
124. Oreocharis sichuanensis (W.T.Wang) Mich.Möller & A.Weber
125. Oreocharis sichuanica (K.Y.Pan) Mich.Möller & A.Weber
126. Oreocharis sinensis (Oliv.) Mich.Möller & A.Weber
127. Oreocharis sinohenryi (Chun) Mich.Möller & A.Weber
128. Oreocharis speciosa (Hemsl.) Mich.Möller & W.H.Chen
129. Oreocharis stenosiphon Mich.Möller & A.Weber
130. Oreocharis stewardii (Chun) Mich.Möller & A.Weber
131. Oreocharis striata F.Wen & C.Z.Yang
132. Oreocharis synergia W.H.Chen, Y.M.Shui & Mich.Möller
133. Oreocharis tetraptera F.Wen, B.Pan & T.V.Do
134. Oreocharis thanhii T. P. A. Tran, K. S. Nguyen & K. Tan
135. Oreocharis tianlinensis R.C.Hu, W.B.Xu & Y.Feng Huang
136. Oreocharis tongtchouanensis Mich.Möller & W.H.Chen
137. Oreocharis tribracteata Bramley, H.J.Atkins & Mich.Möller
138. Oreocharis trichantha (B.L.Burtt & R.A.Davidson) Mich.Möller & A.Weber
139. Oreocharis tsaii Y.H.Tan & Jian W.Li
140. Oreocharis tubicella Franch.
141. Oreocharis tubiflora K.Y.Pan
142. Oreocharis uniflora Li H.Yang & M.Kang
143. Oreocharis urceolata (K.Y.Pan) Mich.Möller & A.Weber
144. Oreocharis villosa (K.Y.Pan) Mich.Möller & A.Weber
145. Oreocharis vulpina (B.L.Burtt & R.A.Davidson) Mich.Möller & A.Weber
146. Oreocharis wangwentsaii Mich.Möller & A.Weber
147. Oreocharis wanshanensis (S.Z.He) Mich.Möller & A.Weber
148. Oreocharis wenshanensis W.H.Chen & Y.M.Shui
149. Oreocharis wentsaii (Z.Yu Li) Mich.Möller & A.Weber
150. Oreocharis wenxianensis Xiao J.Liu & X.G.Sun
151. Oreocharis wumengensis Lei Cai & Z.L.Dao
152. Oreocharis wuxiensis C.Xiong, Feng Chen bis & F.Wen
153. Oreocharis xiangguiensis W.T.Wang & K.Y.Pan
154. Oreocharis xieyongii T.Deng, D.G.Zhang & H.Sun
155. Oreocharis yangjifengensis F.Wen & B.Chen
156. Oreocharis yunnanensis Rossini & J.Freitas
157. Oreocharis zhenpingensis J. M. Li, Ting Wang & Y. G. Zhang

## Sinonimi
- Ancylostemon Craib; Notes Roy. Bot. Gard. Edinburgh 11: 233, 257 (1919)
- Briggsia Craib; Notes Roy. Bot. Gard. Edinburgh 11: 236 (1919)
- Dasydesmus Craib; Notes Roy. Bot. Gard. Edinburgh 11: 253 (1919)
- Dayaoshania W.T.Wang; Acta Phytotax. Sin. 21: 319 (1983)
- Deinocheilos W.T.Wang; Guihaia 6: 1 (1986)
- Isometrum Craib; Notes Roy. Bot. Gard. Edinburgh 11: 250 (1919)
- Opithandra B.L.Burtt; Baileya 4: 162 (1956)
- Paraisometrum W.T.Wang; Novon 7: 431 (1997 publ. 1998)
- Perantha Craib; Notes Roy. Bot. Gard. Edinburgh 10: 212 (1918)
- Schistolobos W.T.Wang; Bot. Res. Acad. Sinica 1: 15 (1983)
- Thamnocharis W.T.Wang; Acta Phytotax. Sin. 19: 485 (1981)
- Tremacron Craib; Notes Roy. Bot. Gard. Edinburgh 10: 217 (1918)
- xBrigandra O.Schwarz ex Jungn.; Arch. Züchtungsforsch. 44: 194 (1984)
- xGomiocharis O.Schwarz; Bull. Alpine Gard. Soc. Gr. Brit. 45: 54 (1977), nom. inval., vide Art. 7H.